# マージョリー・レイノルズ
マージョリー・レイノルズ（Marjorie Reynolds 、1917年8月12日 – 1997年2月1日）はアメリカ合衆国の映画女優。70本以上の映画に出演。

## 生涯
本名マージョリー・グッドスピード。アイダホ州ブール生まれ。彼女の両親はカリフォルニアに住むためメイン州から国を横断、彼女は『Scaramouche』（1923年）などのサイレント映画の子役として注目される。初めての台詞のある役となる映画は『Murder in Greenwich Village』（1937年）。『風と共に去りぬ』（1939年）などの多くの有名な映画で端役で出演。
その後『スイング・ホテル』（1942年）、フリッツ・ラングの『恐怖省』（1944年）、『Up in Mabel's Room』（1944年）などに主演。しかし彼女のキャリア・アップは彼女の指導者であるマーク・サンドリッチの早死により遅れることとなる。
『スイング・ホテル』でのドラマティックな役柄で有名。彼女はその作品でダンスの才能を発揮し、ビング・クロスビーとデュエットで『ホワイト・クリスマス』を歌ったことになっているが、実際はマーサ・ミアーズによって吹き替えられたものである。
のちにNBCテレビシリーズ『The Life of Riley』（1953年～1958年）に出演。
1997年2月1日、カリフォルニア州マンハッタンビーチで犬の散歩中に倒れ、心不全で79歳で死亡。
ハリウッド・ウォーク・オブ・フェームに星を埋め込まれる。

## 主な出演作品
- スカーラムーシュ Scaramouche (1923年)
- 響け応援歌 College Humor (1933年)
- 女学生大行進 Collegiate (1936年)
- 青春ホテル College Holiday (1936年)
- 踊る不夜城 Broadway Melody of 1938 (1937年)
- 風と共に去りぬ Gone with the Wind (1939年)
- スイング・ホテル Holiday Inn (1942年)
- 恐怖省 Ministry of Fear (1944年)
- ハリウッド宝船 Duffy's Tavern (1945年)
- 我輩は名剣士 Monsieur Beaucaire (1946年)
- 凸凹幽霊屋敷 The Time of Their Lives (1946年)
- 天使も楽じゃない Heaven Only Knows (1947年)
- 群盗の宿 Bad Men of Tombstone (1949年)
- ふるさと物語 Home Town Story (1951年)
- 替え玉殺人計画 His Kind of Woman (1951年)